# Mann+Hummel
Mann+Hummel GmbH er en tysk producent af væske- og filtersystemer med hovedkvarter i Ludwigsburg, Baden-Württemberg. De er underleverandører til primært bilindustri og producerer bl.a. luftfiltre, udsugningssystemer og kabineluftfiltre.
Adolf Mann og Erich Hummel, forretningsførere for beklædningsvirksomheden Bleyle, erhvervede sig filterafdelingen i Mahle i 1941 og navngav den Filterwerk Mann+Hummel GmbH.